# Судебный переводчик
Судебный переводчик — осуществляющее перевод и не заинтересованное в исходе дела лицо, владеющее языками, знание которых необходимо для перевода, и привлечённое органом или лицом, в производстве которого находится дело, для участия в следственных и судебных действиях в случаях, когда подозреваемый, обвиняемый, подсудимый и их защитники, либо потерпевший, гражданский истец, гражданский ответчик или их представители, а также свидетели и иные участники процесса не владеют языком, на котором ведётся производство по делу, а равно для перевода письменных документов. Судебным переводчиком также является лицо, понимающее знаки немого или глухого (сурдопереводчик) и приглашённое для участия в процессе.

## Судебный переводчик в России

### Проект Союза переводчиков России
В декабре 2014 года в составе Союза переводчиков России была создана инициативная группа по разработке проекта внесения изменений в отдельные законодательные акты Российской Федерации в связи с созданием Единого государственного реестра судебных переводчиков. Разработанный инициативной группой проект Положения о судебном переводчике был представлен профессиональному переводческому сообществу на VIII Летней школе перевода Союза переводчиков России в г. Алуште. Предлагаемый в проекте способ решения проблемы заключается в создании единой информационной базы, содержащей сведения о лицах, успешно сдавших квалификационный экзамен и подтвердивших таким образом свои навыки переводчика. Включению в указанную информационную базу подлежат сведения, позволяющие быстро оценить квалификацию специалиста-переводчика. Помимо процедуры приглашения переводчика к участию в процессе, в проекте детально проработаны основания приостановления и прекращения деятельности судебного переводчика, а также детализированы его права и обязанности, в том числе те из них, обладание которыми необходимо для качественного исполнения им своих обязанностей.

## Судебный переводчик в Германии
Присяжный переводчик в Германии — это лицо, которое привлечено судом в качестве устного переводчика во время судопроизводства. Привлечение устного переводчика является обязательным в случае, если одна сторона по делу или другой участник судебного процесса не владеет языком, на котором ведётся судопроизводство. Предоставление услуг устного переводчика гарантирует иностранцам или лицам, не владеющим языком судопроизводства, право использовать свой родной язык во время судебного слушания.

## Судебный переводчик в Канаде
Судебный перевод в Канаде (за исключением Верховного суда) регулируется не федеральным, а провинциальным законодательством, и в зависимости от провинции требования могут отличаться. Во всех случаях, как правило, заказчиком судебного перевода выступает провинциальная прокуратура, перевод выполняется устно в суде (в том числе читка с листа документов, представляемых в ходе судебного заседания). Письменный перевод в суде, как правило, не требуется; если заинтересованная сторона потребует письменного перевода, то он оплачивается заинтересованной стороной, а не прокуратурой.
Для большинства переводчиков судебная работа выполняется, как правило, по совместительству с основной. Исключение составляют переводы между официальными языками Канады (английским и французским), однако в этом случае переводчик обязан, как правило, иметь профильное образование (англо-французское переводоведение) в одном из вузов Канады.
В англоязычных провинциях Канады переводчики аккредитуются при провинциальных прокуратурах, а учёт их работы ведётся уполномоченными служащими при судах соответствующих городов. Наличие гражданства Канады не обязательно. Резюме направляются в городские суды или непосредственно в провинциальную прокуратуру. Переводчик, чья квалификация потенциально соответствует критериям, приглашается на ознакомительную сессию в суд, после чего ему (ей) назначается экзамен, состоящий из заданий по последовательному и синхронному переводу как с целевого языка на английский, так и наоборот. Выполнение заданий записывается на звуковой носитель и отправляется на независимую оценку другим аккредитованным переводчикам; по результатам оценки аккредитация может быть полной или условной (в последнем случае переводчик вызывается лишь в ситуации «за неимением лучших»).
Переводчик, зарегистрированный в провинциальном реестре, может вызываться как в суд своего города, так и (с его/её согласия) в другие города — в этом случае оплачивается как время поездки, так и расходы на транспорт и питание. Минимальное оплачиваемое время участия в судебном заседании — 3 часа, даже если заседание закончилось ранее.
В Квебеке аккредитация переводчиков происходит не в судебной системе; для участия в судах необходимо быть полноправным членом Квебекского ордена устных и письменных переводчиков.